# Mikhaïl Andronikov
Pour les autres membres de la famille, voir Famille Andronikov.
Le prince Mikhaïl Mikhaïlovitch Andronikov (en russe : Князь Михаил Михайлович Андроников), né en 1875, exécuté en 1919, est un aristocrate russe qui fut écrivain, éditeur, chambellan et conseiller titulaire, mais surtout un aventurier politique compromis dans des affaires de corruption. Ce fut l'un des proches de Raspoutine. Accusé d'espionnage au profit de l'Empire allemand, il fut fusillé par les Bolcheviks.

## Famille
Mikhaïl Andronikov est le fils du capitaine Mikhaïl Abelovitch Andronikov (1852-1882) aide-de-camp du grand-duc Michel et de son épouse, née Sophia Agnes Eva von Ungern-Sternberg (1852-1884), fille du baron Leonhard Karlovitch von Ungern-Sternberg, général de cavalerie.

## Biographie
Descendant d'une longue lignée de princes de Kakhétie, les Andronikachvili, eux-mêmes descendants d'Andronic Ier Comnène, le prince Andronikov était surnommé Mimouchi ou Pobirouchka - Побирушка - la mendiante pendant ses études au Corps des Pages, mais en 1895, il fut renvoyé pour raison médicales de l'académie militaire (selon d'autres sources, le prince s'était rendu coupable de petits délits et d'homosexualité). D'après Valentin Pikoul, il était connu pour sa misogynie.
De 1896 à 1914, il travailla au Ministère de l'Intérieur, mais ses absences répétées provoquèrent son renvoi.
Le prince occupa les fonctions de chambellan avec le rang de conseiller titulaire dans l'administration. Il remplit ensuite diverses missions pour le Saint-Synode en qualité d'« officier surnuméraire de 1914 à 1916. Au cours du mandat de chef du gouvernement du comte de Witte, le prince se rendit à plusieurs reprises en Allemagne, comme chargé de mission. Il y rencontra à maintes reprises l'empereur Guillaume II, ce qui lui valut plus tard pendant la Première Guerre mondiale d'être accusé d'intelligence avec l'ennemi.
La mémoire de cet aristocrate excentrique est surtout demeurée à cause de ses liens avec Raspoutine. En effet ce dernier lui prodiguait des conseils pour les différentes nominations de personnel, et Andronikov s'en servait comme intermédiaire auprès de certaines autorités. Selon des témoins, le prince Andronikov lui prêta son appartement situé dans l'immeuble Tolstoï, rue de la Trinité pour lui permettre de recevoir secrètement le ministre de l'Intérieur Khvostov, le sous-ministre de l'Intérieur Beletski (ces derniers seront fusillés le 5 septembre 1918 par les Bolcheviks dans le Parc Petrovski à Moscou)
En 1916, Mikhaïl Andronikov, qui fut expulsé de son appartement après un procès, rompit toute relation avec le starets. La même année, le prince fut suspecté d'intelligence avec l'Allemagne et le lieutenant-général Sergueï Semionovitch Khabalov, commandant du district militaire de Pétrograd, lui interdit formellement de séjourner à Pétrograd et à Moscou, mais également dans les parties du territoire soumises à la loi martiale.

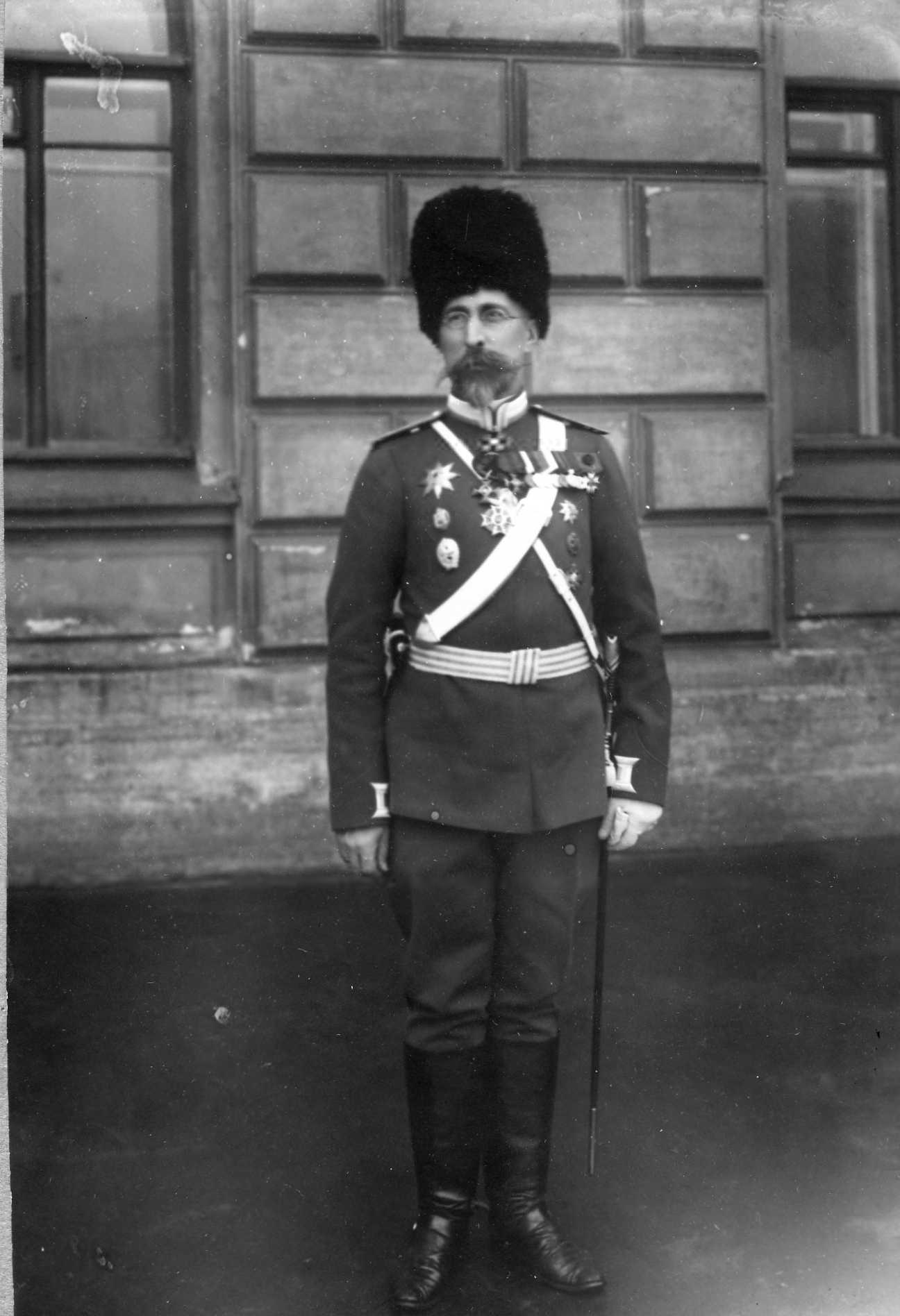
Le lieutenant-général Khabalov.

Le 13 janvier 1917, Mikhaïl Andronikov s'installa à Riazan, soumis à une stricte surveillance, mais les policiers qui contrôlaient secrètement ses moindres faits et gestes ne purent prouver sa culpabilité dans cette affaire d'espionnage au profit de l'Allemagne.
Le 7 février 1917, le prince Andronikov quitta de son plein gré Riazan et s'installa à Moscou. Sur ordre de la Commission extraordinaire d'enquêtes du Gouvernement provisoire, du 23 mars au 11 juillet 1917, le prince fut incarcéré dans le bastion Troubetskoï de la forteresse Pierre-et-Paul à Saint-Pétersbourg (l'un des deux bastions situé dans la partie occidentale de la forteresse, aujourd'hui transformé en musée).

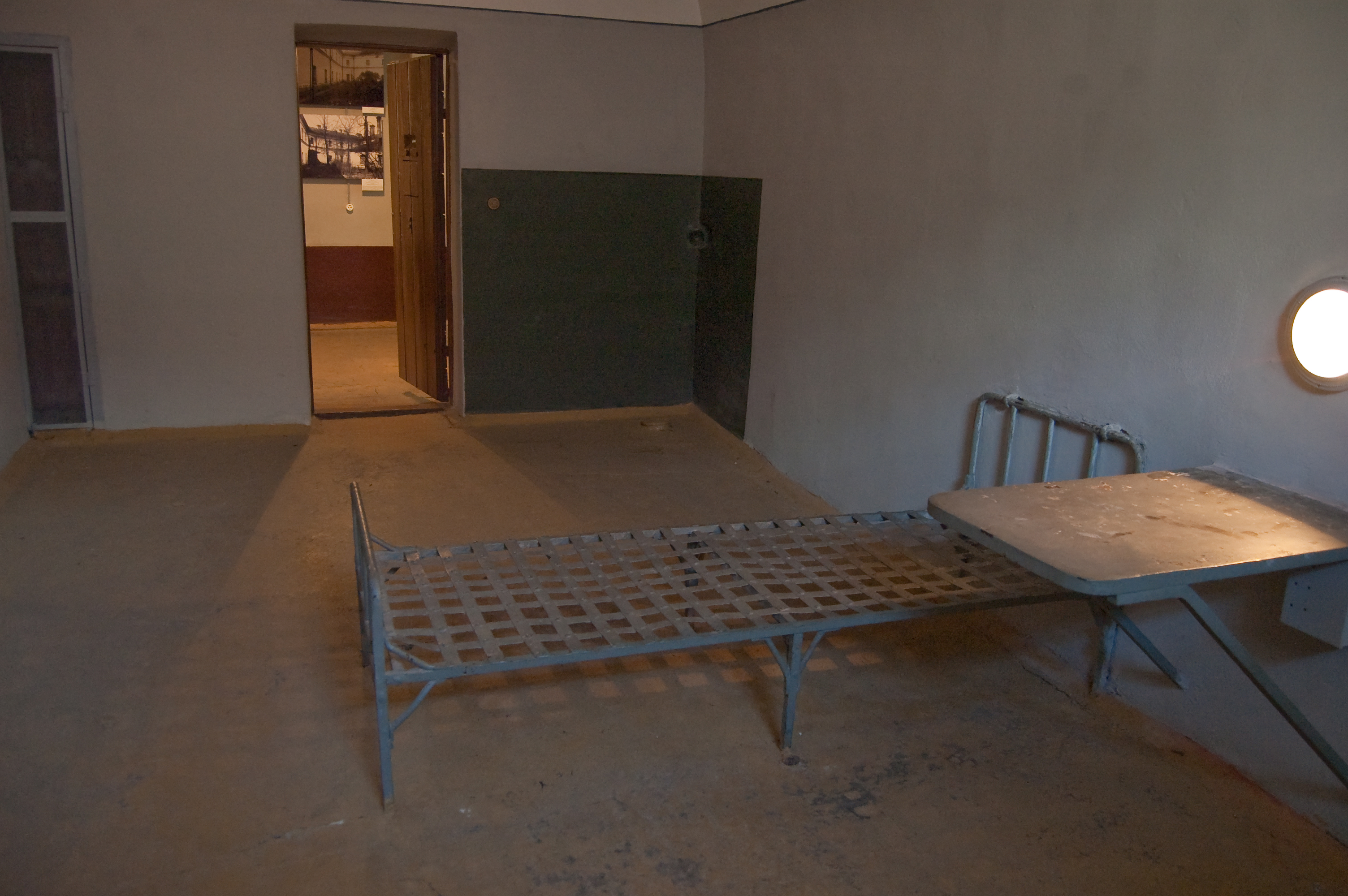
Cellule du bastion Troubetskoï à la forteresse Pierre-et-Paul de Saint-Pétersbourg.

Après la Révolution d'Octobre 1917, Mikhaïl Andronikov fut désigné avec l'appui de Lénine et de Félix Dzerjinski, pour diriger la police politique de Kronstadt et fut chargé à ce poste de la récolte et du transfert à l'étranger de fonds dans le cas d'un échec de la Révolution en Russie. Ses fonds provenaient essentiellement de personnalités monnayant leur départ de la Russie soviétique  Ses rêves se réalisaient enfin, car il devenait une personnalité en vue, son poste de chef de la Tchéka de Kronstadt lui procurant une certaine puissance, de solides revenus et la considération des hautes personnalités de l'État soviétique. Mais sa véritable nature reprit le dessus, car il volait puis touchait des pots de vin en échange d'une libération de prison ou la permission de quitter la Russie soviétique. Il reçut ainsi deux millions de roubles or des mains du grand-duc Alexandre Mikhaïlovitch de Russie et de son épouse la grande-duchesse Xénia Alexandrovna. L'un des fondateurs du Goulag, Boki, le surprit en flagrant délit de corruption. Des enquêteurs soviétiques découvrirent en Suède et en Norvège trois comptes secrets au nom du prince Andronikov. Arrêté, il fut jugé, mais au cours du procès, le président du Tribunal ne mentionna à aucun moment la corruption. Il fut condamné pour espionnage au profit de l'Allemagne et fusillé en 1919. Cette accusation d'espionnage ne fut jamais prouvée.

## À noter
Lénine comme Dzerjinski étaient compromis dans l'affaire des transferts de fonds à l'étranger, selon le tabloïd Soverchenno Secretno no 4 (84) 1996 : Lénine fit en effet transférer à l'étranger 75 millions de francs suisses et Félix Dzerjinski 80 millions de francs suisses. Ordre fut donné au KGB de faire main basse sur les documents du prince, son nom, son existence furent volontairement effacés. C'est pour cette même raison qu'il fut décidé de sa condamnation à mort.